# Claudio Gentile
Claudio Gentile (Tripoli, 27 september 1953) is een Italiaans voormalig voetballer. Gentile is 1,82 meter lang. Hij was een centrale verdediger die bekendstond om zijn harde spel. Zo pakte hij Maradona bijzonder stevig aan in de tweede ronde van het door Italië gewonnen Wereldkampioenschap van 1982.

## Trainerscarrière
Hij gaf leiding aan het Italiaans olympisch voetbalelftal bij de Olympische Spelen van 2004 in Athene. Daar won de ploeg de bronzen medaille door Irak in de troostfinale met 1-0 te verslaan.

## Clubstatistieken
| Seizoen | Club       | Duels | Goals |
| ------- | ---------- | ----- | ----- |
| 1971-72 | Arona      | 34    | 4     |
| 1972-73 | Varese     | 34    | 1     |
| 1973-74 | Juventus   | 13    | 0     |
| 1974-75 | Juventus   | 29    | 0     |
| 1975-76 | Juventus   | 22    | 1     |
| 1976-77 | Juventus   | 29    | 1     |
| 1977-78 | Juventus   | 28    | 3     |
| 1978-79 | Juventus   | 30    | 0     |
| 1979-80 | Juventus   | 26    | 2     |
| 1980-81 | Juventus   | 27    | 0     |
| 1981-82 | Juventus   | 27    | 2     |
| 1982-83 | Juventus   | 28    | 0     |
| 1983-84 | Juventus   | 24    | 0     |
| 1984-85 | Fiorentina | 29    | 0     |
| 1985-86 | Fiorentina | 19    | 0     |
| 1986-87 | Fiorentina | 22    | 0     |
| 1987-88 | Piacenza   | 20    | 0     |
| Totaal  | Totaal     | 441   | 14    |

| Prijs               | Jaar                               |
| ------------------- | ---------------------------------- |
| Serie A             | 1975, 1977, 1978, 1981, 1982, 1984 |
| Coppa Italia        | 1979, 1983                         |
| Europese Super Cup  | 1984                               |
| UEFA Cup            | 1977                               |
| Europacup II        | 1984                               |
| Wereldkampioenschap | 1982                               |